# Cedric van der Gun
Cedric van der Gun (Den Haag, 5 mei 1979) is een voormalig Nederlands voetballer.

## Carrière
Van der Gun speelde eerst bij HVV in Den Haag als amateur. Hij begon zijn carrière in het betaald voetbal in 1998 bij AFC Ajax. Daarna speelde hij voor FC Den Bosch, Willem II, ADO Den Haag en Borussia Dortmund. Bij de laatste club raakte hij in zijn derde wedstrijd zwaar geblesseerd aan de knie. In december 2006 kreeg hij opnieuw een blessure aan dezelfde knie; hij hoefde niet te worden geopereerd, maar was wel drie maanden uitgeschakeld. Amper een maand na zijn rentree, ditmaal in het eerste team van FC Utrecht, ging hij op de training wederom door zijn knie. Naar schatting was hij negen maanden uitgeschakeld. Ook in zijn tijd bij Ajax stond hij al eens lang buitenspel na een knieblessure.
In 2009 besloot Van der Gun zijn contract bij FC Utrecht niet te verlengen, wegens belangstelling van clubs als FC Twente en Feyenoord. In september tekende hij evenwel voor één jaar bij Swansea City, waarmee hij in 2011 naar de Premier League promoveerde, door in de play-offs Reading FC te verslaan.
Van der Gun speelde in de aanval. Hij won met Ajax de landstitel in 2002. Hij was tot zijn vijftiende ook een verdienstelijk cricketer.
Sinds 2017 is Van der Gun jeugdtrainer bij Ajax. Daarvoor was hij jeugdtrainer bij ADO Den Haag.

## Statistieken
| Seizoen | Club              | Competitie   | Wedstrijden | Goals |
| ------- | ----------------- | ------------ | ----------- | ----- |
| 1998/99 | AFC Ajax          | Eredivisie   | 0           | 0     |
| 1999/00 | FC Den Bosch      | Eredivisie   | 10          | 0     |
| 2000/01 | Ajax              | Eredivisie   | 33          | 9     |
| 2001/02 | Ajax              | Eredivisie   | 2           | 0     |
| 2002/03 | Willem II         | Eredivisie   | 30          | 6     |
| 2003/04 | ADO Den Haag      | Eredivisie   | 26          | 6     |
| 2004/05 | ADO Den Haag      | Eredivisie   | 32          | 6     |
| 2005/06 | Borussia Dortmund | Bundesliga   | 3           | 0     |
| 2006/07 | FC Utrecht        | Eredivisie   | 18          | 4     |
| 2007/08 | FC Utrecht        | Eredivisie   | 13          | 3     |
| 2008/09 | FC Utrecht        | Eredivisie   | 21          | 10    |
| 2009/10 | Swansea City      | Championship | 25          | 2     |
| 2010/11 | Swansea City      | Championship | 10          | 1     |
| 2011/12 | FC Utrecht        | Eredivisie   | 12          | 3     |
| 2012/13 | FC Utrecht        | Eredivisie   | 24          | 4     |
| 2013/14 | FC Utrecht        | Eredivisie   | 13          | 2     |
| Totaal  | Totaal            | Totaal       | 272         | 56    |

## Erelijst
Ajax
- Kampioen van Nederland: 2002
- KNVB beker: 2002
- Johan Cruijff Schaal: 2002

 Swansea City
- Promotie naar Premier League: 2011

## Priveleven
Hij is een broer van Marnix van der Gun.